# Kilmyshall
Kilmyshall är en ort i republiken Irland.   Den ligger i grevskapet Loch Garman och provinsen Leinster, i den östra delen av landet, 80 km söder om huvudstaden Dublin. Kilmyshall ligger 94 meter över havet och antalet invånare är 140.
Terrängen runt Kilmyshall är platt åt sydost, men åt nordväst är den kuperad.Runt Kilmyshall är det ganska glesbefolkat, med 31 invånare per kvadratkilometer. Närmaste större samhälle är Enniscorthy, 14,9 km söder om Kilmyshall. Trakten runt Kilmyshall består till största delen av jordbruksmark.